# Ulica Powsińska w Warszawie
Ulica Powsińska – ulica w warszawskiej dzielnicy Mokotów.
Jest częścią Wisłostrady i główną ulicą Sadyby. Od północy jest przedłużeniem ul. Czerniakowskiej w kierunku Wilanowa, po czym przechodzi w ul. Wiertniczą. Ulica jest dwujezdniowa i dysponuje 3 pasami ruchu w każdym kierunku.

## Historia
W XIX wieku obecna ulica stanowiła drogę polną prowadzącą z Czerniakowa przez grunty należące do tej wsi w kierunku Wilanowa i Powsina. W 1883 ciągłość drogi została przerwana z powodu rozpoczęcia przez Rosjan budowy otoczonego fosą Fortu IX Twierdzy Warszawa znajdującego się na jej osi. Nowy przebieg drogi, okrążający rosyjskie fortyfikacje, został wytyczony po wschodniej stronie esplanady fortu, w miejscu wschodniego odcinka późniejszej ulicy Okrężnej.
W 1891 Henryk Huss, inżynier i Wiktor Magnus, specjalista od parcelacji, założyli spółkę w celu budowy kolejki do Wilanowa. 5 maja 1892 oddano do użytku odcinek konnej kolei wąskotorowej pomiędzy Czerniakowem a Wilanowem przebiegający wzdłuż późniejszej ulicy Powsińskiej, ale okrążający fort czerniakowski wzdłuż późniejszej ulicy Okrężnej po wschodniej stronie. 1 września 1894 kolej konna została zastąpiona na tej trasie przez lokomotywy parowe.
8 kwietnia 1916 generał-gubernator Hans Hartwig von Beseler wydał rozporządzenie włączające z mocą wsteczną od 1 kwietnia 1916 wieś Czerniaków, położoną w tamtym czasie w gminie Wilanów, do Warszawy. Droga stanowiąca późniejszą ulicę Powsińską znalazła się wtedy w całości w granicach miasta.
18 grudnia 1927 oddano do użytku linię tramwajową przebiegającą wzdłuż ulicy na odcinku od ulicy Czerniakowskiej do krańca Miasto-Ogród Czerniaków, położonego na północnym skraju powstającej od 1921 osady. W 1935 ulica została przebita na wprost przez teren fortu czerniakowskiego, którego fosę przecinała dwukrotnie przechodząc nad nią po mostach. W 1936 we wschodniej części fortu, odciętej od pozostałej części nową arterią, wyburzono zabudowania fortowe i utworzono park publiczny. 11 kwietnia 1937 przedłużono linię tramwajową o 700 metrów na południe, wzdłuż nowego odcinka ulicy przecinającego fort, do nowej pętli Sadyba, przylegającej do fosy fortu czerniakowskiego od strony południowej, położonej na terenie osiedla Sadyba Oficerska. 15 maja 1937 linię tramwajową ponownie przedłużono od pętli Sadyba do ówczesnej granicy Warszawy, pokrywającej się z południowym krańcem ulicy Powsińskiej, a dalej do Wilanowa. Od tego dnia komunikacja tramwajowa obsługiwała ulicę na całej jej długości.
Kursowanie pociągów wąskotorowych, zawieszone 3 września 1939 w związku z bombardowaniami, zostało wznowione w połowie października 1939, zaś kursowanie tramwajów, zawieszone 8 września 1939, zostało wznowione na całej długości ulicy dnia 21 lipca 1940. Komunikacja tramwajowa i kolejowa obsługiwała ulicę do czasu wybuchu Powstania Warszawskiego.
26 kwietnia 1945 przywrócono kursowanie pociągów kolei wilanowskiej na odcinku pomiędzy stacją Wilanów a ulicą Okrężną na Sadybie, zaś w maju 1945 pociągi pojechały północnym odcinkiem ulicy od skrzyżowania z ulicą Okrężną do Bernardyńskiej Wody oraz stacji końcowej Belweder. Pomimo przebicia ulicy Powsińskiej przez teren fortu czerniakowskiego, w okresie powojennym aż do końca swojego kursowania kolej wilanowska objeżdżała fort wzdłuż ulicy Okrężnej. 
W kwietniu 1948 poinformowało o rezygnacji z odbudowy linii tramwajowej przebiegającej wzdłuż ulicy Powsińskiej, jednak decyzję tę zmieniono w listopadzie 1952. Prace przy odbudowie trasy rozpoczęły się na początku 1957. 19 lipca 1957 zamknięto ruch pociągów kolei wilanowskiej wzdłuż ulicy wraz z fragmentem trasy przebiegającym wzdłuż ulicy Okrężnej, zaś 20 lipca oddano do użytku odbudowaną linię tramwajową przebiegającą wzdłuż całej ulicy Powsińskiej wraz z odcinkiem przecinającym fort Czerniakowski oraz pętlą Sadyba położoną po południowej stronie fortu, pomiędzy skrzyżowaniami z ulicami Morszyńską i Okrężną. 
W latach 1967–1971 pomiędzy ulicami Powsińską, Gołkowską i Woziwody wybudowano osiedle mieszkaniowe Powsińska złożone z 5-kondygnacyjnych budynków, zaprojektowane przez Jadwigę Grębecką. Na północnym odcinku ulica jeszcze we wczesnych latach 70. XX wieku była wybrukowana kocimi łbami. 
W 1972 podjęto decyzję o włączeniu ulicy w skład nowej trasy nazwanej Wisłostradą, co wiązało się z koniecznością jej przebudowy i poszerzenia. W związku z budową trasy w 1973 zlikwidowano linię tramwajową do Wilanowa, choć projekt trasy uwzględniał rezerwę terenu pod torowisko tramwajowe. 16 września zamknięto linię tramwajową wzdłuż ulicy na odcinku od pętli Sadyba do pętli Wilanów, zaś 11 listopada odcinek linii pomiędzy ulicą Czerniakowską a pętlą Sadyba.
19 lipca 1974 oddano do użytku przebudowaną ulicę Powsińską, poszerzoną do dwóch jezdni o trzech pasach ruchu w każdym kierunku, wraz z całą południową częścią Wisłostrady.

## Ważniejsze obiekty
- ul. Powsińska 4 – budynek ITI Neovision Sp. z o.o.
- ul. Powsińska 13 – fort IX Twierdzy Warszawa, na terenie którego znajdują się Muzeum Polskiej Techniki Wojskowej, będące oddziałem Muzeum Wojska Polskiego
- ul. Powsińska róg ul. Okrężnej – skwer Ormiański
- ul. Powsińska 31 – centrum handlowo-rozrywkowe Sadyba Best Mall
- ul. Powsińska 44/46 – cmentarz Czerniakowski
- ul. Powsińska 104 – willa Podgórskich
- sztuczny zbiornik Bernardyńska Woda.